# Televiziunea Târgu Mureș (TTM)
Televiziunea Târgu Mureș (TTM) a fost un post local de televiziune comercial din Târgu Mureș lansat în 2006. Grila de programe conținea știri și emisiuni de importanță locală atât în limba română, cât și în limba maghiară.
Uneori, TTM redifuza programe de pe canalul TV DAReghin TV.